# Imaouen
Imaouen (franska: Imaouen (CR), Imaouen (Commune Rurale), arabiska: ازغارنيرس) är en kommun i Marocko.   Den ligger i provinsen Taroudannt och regionen Souss-Massa, i den centrala delen av landet, 500 km söder om huvudstaden Rabat. Antalet invånare är 3 097.